# Metropolia Tours

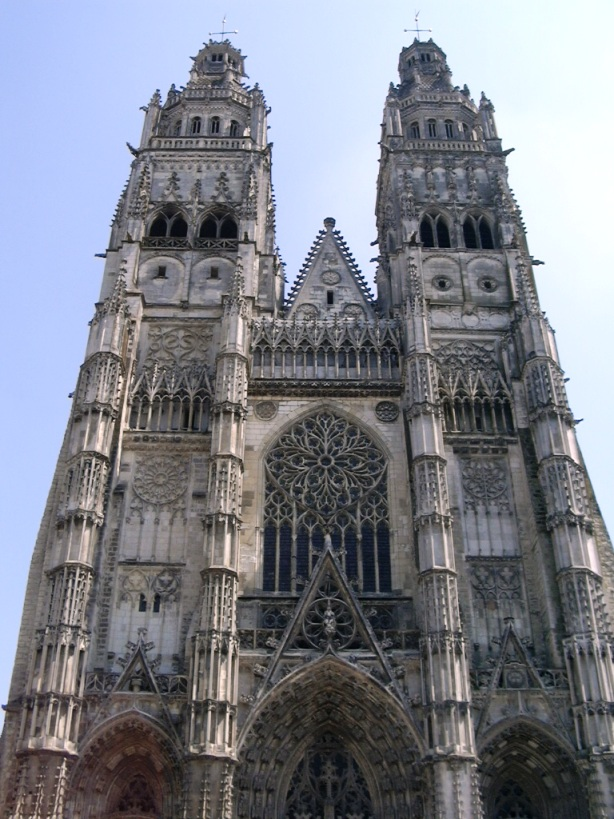
Katedra w Tours

Metropolia Tours – metropolia Kościoła rzymskokatolickiego w środkowej Francji.
Powstała w V wieku. W jej skład wchodzą:
- Archidiecezja Tours
- Archidiecezja Bourges
- Diecezja Blois
- Diecezja Chartres
- Diecezja Orleanu

Najważniejszą świątynią jest Katedra w Tours. Od listopada 2019 metropolitą jest abp Vincent Jordy.